# Latosaari (ö i Kajanaland, Kehys-Kainuu, lat 64,25, long 28,94)
Latosaari är en ö i Finland. Den ligger i sjön Kellojärvi och Korpijärvi och i kommunen Kuhmo i den ekonomiska regionen  Kehys-Kainuu  och landskapet Kajanaland, i den centrala delen av landet, 500 km norr om huvudstaden Helsingfors. Öns area är 1,5 hektar och dess största längd är 220 meter i sydöst-nordvästlig riktning.